# Nelinho
Manoel Rezende de Mattos Cabral, ismertebb nevén: Nelinho (Rio de Janeiro, 1950. július 26. –) brazil válogatott labdarúgó.

## Pályafutása

### Klubcsapatban
Rio de Janeiróban született. Pályafutását az América FC csapatában kezdte 1970-ben. Ezt követően rövid ideig a portugál Barreirense, majd a venezuelai Deportivo Anzoátegui csapataiban játszott. 1972-ben visszatért Rio de Janeiróba a Bonsucesso együtteséhez, mely kölcsönadta a Remonak.
Miután jó teljesítményt nyújtott az 1972-es idényben leigazolta a Cruzeiro, melynek színeiben 1973 és 1977 között, négy alkalommal nyerte meg a Mineiro állami bajnokságot. 1976-ban a Libertadores kupát is sikerült elhódítania csapatával. A döntő mindkét mérkőzésen gólt szerzett a River Plate ellen. A Cruzeiro színeiben összesen 411 mérkőzésen lépett pályára és 105 alkalommal volt eredményes. 1980-ban a Grêmio játékosaként a Gaúcho állami bajnokságot is megnyerte, majd visszatért a Cruzeirohoz. 1982 és 1987 között a Cruzeiro riválisánál az Atlético Mineiro csapatánál fejezte be a pályafutását, további négy Mineiro bajnoki címmel.

### A válogatottban
1974 és 1980 között 21 alkalommal szerepelt a brazil válogatottban és 6 gólt szerzett. Részt vett az 1974-es és az 1978-as világbajnokságon.

## Sikerei, díjai
Cruzeiro
- Mineiro bajnok (4): 1973, 1974, 1975, 1977
- Copa Libertadores (1): 1976

Grêmio
- Gaúcho bajnok (1): 1980

Atlético Mineiro
- Mineiro bajnok (4): 1982, 1983, 1985, 1986

Brazília
- Atlanti-kupa (1): 1976

## Külső hivatkozások
- Nelinho – a FIFA adatbázisában
- Nelinho adatlapja a National-Football-Teams.com oldalon (angolul)

- César Maluco (portugál nyelven). SambaFoot.com